# Dévaliseurs nocturnes
Pour plus de détails, voir Fiche technique et Distribution.
Dévaliseurs nocturnes est un film muet français à trucs réalisé par Gaston Velle, produit par Pathé Frères, sorti en 1904.

## Fiche technique
- Titre : Dévaliseurs nocturnes
- Titre anglophone (Royaume-Uni) : Burglary by Night
- Titre anglophone (États-Unis) : Burglars at Work
- Réalisation : Gaston Velle.
- Photographie, trucages et colorisation : Segundo de Chomón
- Société de production : Pathé Frères
- Société(s) de distribution : Pathé Frères (France), S. Lubin (États-Unis)
- Pays d'origine :  France
- Langue : français
- Métrage : 75 mètres
- Genre : Film policier, Film de fantasy, Film à trucs
- Format : Noir et blanc (colorisation au pochoir) — 35 mm — 1,33:1 — Muet
- Durée : 2 minutes 30
- Numéro de catalogue Pathé : 1148
- Dates de sortie : 
  - France : 1904
  - États-Unis : 24 décembre 1904

## À noter
- Dans le catalogue Pathé de 1907, le commentaire précise à propos de ce film  : « Grande scène funambulesque avec tableaux d'ombres intercalés d'un effet nocturne des plus pittoresques. »
- Les effets optiques utilisés dans le film sont la teinte et le théâtre d'ombres. Dans Le cinéma va en ville : le cinéma français 1896-1914, Richard Abel décrit les films à trucs de Gaston Velle produits entre 1904 et 1905 pour Pathé Frères comme utilisant une grande variété d'effets spéciaux tout en restant concentrés sur un appareil cinématographique unique[1] Un autre film de Gaston Velle qui utilise des silhouettes est Les Invisibles[1].
- Une version plus longue de ce film est apparue sur YouTube avec un filigrane CNC, ce qui a conduit à des spéculations sur l'année de sortie du film et sur son créateur. Le titre mis en ligne propose une histoire modifiée avec une scène de poursuite finale où les voleurs sont appréhendés. Au lieu de Dévaliseurs nocturnes, cette version est intitulée Les Voleurs noctambules[2]. Gaston Velle n'a pas créé ce remake étendu de 1908, et son réalisateur n'est toujours pas identifié[3].
- Le film a été projeté en 2015 à Bologne, en Émilie-Romagne (Italie), lors du festival Il cinema ritrovato organisé par la Cinémathèque de Bologne.